# Doratodesmus armatus
Doratodesmus armatus är en mångfotingart som beskrevs av Pocock 1894. Doratodesmus armatus ingår i släktet Doratodesmus och familjen Doratodesmidae. Inga underarter finns listade i Catalogue of Life.